# Incidente del Mi-8 a Shelkovskaya del 2002
Nello schianto del Mil Mi-8 vicino a Šelkovskaja, in Cecenia, persero la vita 14 persone, tra cui alti ufficiali russi come il viceministro degli Interni Mikhail Rudchenko.
Il 27 gennaio 2002, un Mil Mi-8 del Ministero degli Interni russo fu abbattuto ed esplose nei pressi di Šelkovskaja nel distretto di Nadterechny, uccidendo 14 persone, incluso l'equipaggio. Tra le vittime dell'incidente ci furono il tenente generale Mikhail Rudchenko, responsabile della sicurezza nel distretto federale meridionale, e il maggiore generale Nikolai Goridov, vice comandante delle truppe interne, nonché i colonnelli Oriyenko, Stepanenko e Trafimov.